# 徐熥
徐熥（1561年—1599年），字惟和，别字调侯，福建闽县（今福州市）人。徐之兄。

## 生平
嘉靖四十年（1561年）辛酉，三月三日生。早年為諸生，好詩歌創作，于经学不甚用心。万历十六年（1588年），中举人。早年与赵世显、邓原岳、谢肇淛、王宇、陳價夫、陳藻等结社芝山。谢肇淛评徐熥诗：“才情婉至，风骨遒整，绝世之技”。与其弟徐（火勃）在福州鳌峰坊建红雨楼、绿玉斋、南损楼等藏书楼。生平好客，家境不富卻好周濟，故有“窮孟嘗”之號。會試屢不中，而好友谢肇淛、邓原岳成进士後，徐熥心有不平。万历二十六年（1598年），再度落第。晚年有惡疾，“疥足卧床头呻吟”，曾到古田极乐寺休养。万历二十七年（1599年）己亥，八月八日，病卒，得年三十九。著有《幔亭集》，並輯有《晉安風雅》，又撰《陳金鳳外傳》。